# Elagabalium

El Elagabalium fue un templo construido por el emperador romano Heliogábalo, ubicado en la esquina noreste de la colina Palatina. Durante el reinado de Heliogábalo desde 218 hasta 222, el Elagabalium fue el centro de un culto religioso controvertido, dedicado al Deus Sol Invictus, del que el propio emperador era sumo sacerdote.

## Historia
El templo era una estructura con columnas de unos 70 metros por 40, en frente del Coliseo, dentro de un recinto de columnas. La plataforma del templo se construyó en principio bajo Domiciano entre 81–96, y pudo haber sido lugar de culto a Júpiter. Los restos de esta terraza aún se ven hoy en la esquina noreste de la colina Palatina.
Cuando Heliogábalo se convirtió en emperador en el año 218 el templo se amplió y se cambió de advocación, dedicándolo al dios El-Gabal, la deidad patrona de su lugar de nacimiento Emesa en Siria. Heliogábalo lo rebautizó como Deus Sol Invictus y personalmente dirigió un culto que veneraba a esta deidad. Deus Sol Invictus estaba personificado por una piedra negra cónica, que se ha sugerido que pudiera ser el trozo de un meteorito.
Después de la muerte de Heliogábalo el templo fue de nuevo dedicado a Júpiter por Alejandro Severo. Un segundo templo, menor, dedicado al dios El-Gabal, fue construido donde actualmente se encuentra la iglesia de La Santa Cruz de Jerusalén.
El eje principal del Elagabalium, con un acimut cercano a los 294 grados, se orienta hacia la puesta solar durante el solsticio de verano, momento del año en que tenía lugar una de las principales celebraciones en honor de El-Gabal: dicho día, la reliquia sagrada de este dios era montada sobre un carruaje tirado por seis caballos y se hacía desfilar sobre una ruta pavimentada con polvo de oro.

## El culto de Heliogábalo

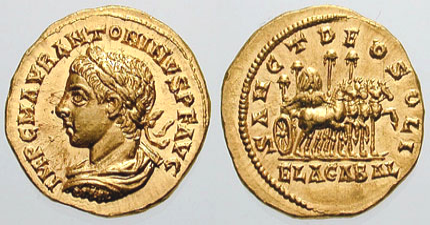
Áureo romano representando a Heliogábalo. En el reverso puede leerse Sanct Deo Soli Elagabal, y representa a una cuadriga de oro que lleva la sagrada piedra del templo de Emesa.

Desde el reinado de Septimio Severo la adoración al sol se había incrementado por todo el Imperio. Heliogábalo vio esto como una oportunidad de colocar a su propio dios, El-Gabal, como la deidad jefe del panteón romano. El-Gabal, rebautizado como Deus Sol Invictus o Dios el Sol Invicto, fue colocado por encima incluso de Júpiter. Como un signo de la unión entre las dos religiones, Heliogábalo le dio a Astarté, Minerva, Urania, o alguna combinación de las tres, como esposa de El-Gabal. Herodiano narra que Heliogábalo forzó a los senadores a mirar mientras él danzaba alrededor del altar de El-Gabal al son de tambores y címbalos, y que cada solsticio de verano se celebraba un gran festival dedicado a El-Gabal, popular entre las masas debido a su comida gratuita ampliamente distribuida. Durante este festival, Heliogábalo colocaba a El-Gabal sobre un carro adornado con oro y joyas, que hacía desfilar por la ciudad, después del cual él lanzaba regalos a las multitudes romanas.

Un carro tirado por seis caballos llevaba a la divinidad, los caballos enormes y de un blanco puro, con caros arreos de oro y ricos ornamentos. Nadie sostenía las riendas, y nadie llevaba el carro; el vehículo era escoltado como si el propio dios fuera el auriga. Heliogábalo corría hacia atrás enfrente del carro, mirando al dios, y sosteniendo las riendas de los caballos. Hacía todo el viaje de esta forma, al revés, mirando al rostro de su dios.

Las reliquias más sagradas de la religión romana fueron trasladadas desde sus respectivos santuarios al Elagabalium, incluyendo la Gran Madre, el fuego de Vesta, los Escudos de los Salios y el Paladio, para conseguir que ningún otro dios salvo El-Gabal fuera venerado.
Documentos antiguos cuentan terribles historias de sacrificios humanos que acontecían en el templo, involucrando a niños que se cogían por toda Italia de las familias más ricas y nobles. Los excesos religiosos del reinado de Heliogábalo contribuyeron a su caída y asesinato el 11 de marzo de 222. Los edictos religiosos de Heliogábalo fueron revocados, y las estatuas que se habían llevado al Elagabalium fueron devueltas a su emplazamiento original.